# Super Bowl XXXVI
O Super Bowl XXXVI foi a final da temporada de 2001 da NFL. O jogo, disputado entre o New England Patriots (vencedor da AFC) e o St. Louis Rams (vencedor da NFC, foi disputado em 3 de fevereiro de 2002, no Louisiana Superdome, Nova Orleães, Luisiana (Estados Unidos). A partida terminou com o placar de 20 a 17 para os Patriots que, assim, conquistaram o primeiro título de sua história. Tom Brady, quarterback do New England, foi escolhido o melhor em campo (MVP). Este foi o primeiro título de Super Bowl da franquia de New England que existe desde 1960. Este jogo encerrou uma sequência de sete derrotas seguidas de times da AFC East em Super Bowls, sendo que o último time dessa divisão a ganhar um Super Bowl foi o Miami Dolphins em 1974. Este foi o último Super Bowl da equipe do St. Louis Rams antes deles se realocarem para Los Angeles em 2016. Os Rams jogariam outra final, o Super Bowl LIII, e perderiam novamente para os Patriots.
O jogo aconteceu no estádio Louisiana Superdome in Nova Orleães, Luisiana, em 3 de fevereiro de 2002, cinco meses após os Ataques de 11 de setembro de 2001 que aconteceu logo na primeira semana da temporada regular, o que forçou a NFL a atrasar todos os jogos. Como resultado, o Super Bowl XXXVI acabou sendo remarcado de 27 de janeiro para 3 de fevereiro, sendo o primeiro Super Bowl disputado em fevereiro. A cerimônia de pré-jogo e o show do intervalo, liderado pela banda irlandesa U2, honraram as vítimas dos atentados terroristas de 11 de Setembro. Devido às medidas de segurança reforçadas após os atentados, este foi o primeiro Super Bowl designado como Evento Especial de Segurança Nacional (NSSE) pelo Escritório de Segurança Interna (OHS) do governo federal americano. O Departamento de Segurança Interna dos Estados Unidos (DHS), que substituiu o OHS em 2003, mais tarde estabeleceu a prática de nomear cada Super Bowl subsequente como NSSE. Adicionalmente, este foi o último Super Bowl disputado em Nova Orleães antes do Furacão Katrina devastar a cidade em 29 de agosto de 2005; o primeiro depois disso foi o Super Bowl XLVII em 2013.
Este foi o terceiro Super Bowl da franquia dos Rams e o segundo em três temporadas naquele momento. St. Louis foi o time de melhor campanha da NFL em 2001, vencendo quatorze jogos e perdendo apenas dois, sendo liderados pelo quarterback Kurt Warner e o ataque conhecido como "The Greatest Show on Turf". Os Patriots se classificaram para o seu terceiro Super Bowl após uma campanha de onze vitórias e cinco derrotas na temporada, liderados por Tom Brady, quarterback que estava no seu segundo ano na liga (primeiro como titular), e pela sexta melhor defesa da NFL em pontos sedidos.
Embora os Rams tenham superado os Patriots em jardas totais (427 contra 267, respectivamente), New England abriu uma liderança no placar por 17 a 3 no terceiro quarto, após forçar três turnovers. No começo do quarto período, Kurt Warner correu para um touchdown de duas jardas e faltando um minuto e meio ele lançou um passe de vinte e seis jardas para um touchdown que empatou o jogo em 17 a 17. Sem tempos para parar o jogo, Tom Brady então liderou uma campanha eficiente de um minuto e vinte segundos até o campo adversário e posicionou o kicker Adam Vinatieri que chutou um field goal de 48 jardas para a vitória com o tempo regulamentar zerado. Brady, que completou 16 de 27 passes para 145 jardas e um touchdown, foi nomeado MVP do Super Bowl. Como os Rams eram considerados franco favoritos na partida, sua derrota foi considerada uma das maiores surpresas na história do Super Bowl desde 1969. Muitos analistas esportivos consideram este como um dos melhores Super Bowls da história e um dos mais historicamente importantes devido ao seu contexto pois acabou lançando ao estrelato a dinastia do New England Patriots. Durante o aniversário de 100 anos da NFL, esta partida foi ranqueada como o 20º maior jogo da NFL de todos os tempos.
A partida foi assistida por 86,8 milhões de espectadores nos Estados Unidos.

## Jogadas
1º Quarto
- STL - FG: Jeff Wilkins 50 jardas 3–0 STL 3:10. Jogadas: 10, Jardas: 48 em 5:05

2º Quarto
- NE - TD: Ty Law, retornando uma interceptação para 47 jardas (ponto extra: chute de Adam Vinatieri) 7–3 NE 8:49
- NE - TD: David Patten, passe de 8 jardas de Tom Brady (ponto extra: chute de Adam Vinatieri) 14–3 NE 0:31. Jogadas: 5, Jardas: 40, em 0:49

3º Quarto
- NE - FG: Adam Vinatieri 37 jardas 17–3 NE 1:18. Jogadas: 5 plays, Jardas: 14, em 2:07

4º Quarto
- STL - TD: Kurt Warner, corrida de 2 jardas run (ponto extra: chute de Jeff Wilkins) 17–10 NE 9:31. Jogadas: 12, Jardas: 77, em 6:47
- STL - TD: Ricky Proehl, passe de 26 jardas de Kurt Warner (ponto extra: chute de Jeff Wilkins) 17–17 empate 1:30 Jogadas: 3, Jardas: 55, em 0:21
- NE - FG: Adam Vinatieri 48 jardas 20–17 NE 0:00 Jogadas: 9 plays, Jardas: 53, em 1:30